# 1906 год в спорте
Список 1906 год в спорте перечисляет спортивные события, произошедшие в 1906 году.

## Российская империя
- Чемпионат России по конькобежному спорту 1906;

### Шахматы
- Всероссийский турнир 1905/1906;

## Международные события
- Внеочередные летние Олимпийские игры 1906;
- Кубок домашних наций 1906;
- Тур де Франс 1906;
- Создан хоккейный клуб «Краковия»;

### Чемпионаты Европы
- Чемпионат Европы по конькобежному спорту 1906;
- Чемпионат Европы по фигурному катанию 1906;

### Чемпионаты мира
- Чемпионат мира по тяжёлой атлетике 1906;
- Чемпионат мира по фигурному катанию 1906;

### Регби
- Кубок домашних наций 1906;
- Созданы клубы:
  - «Альби»;
  - «Бургуэн-Жальё»;
  - «Кастр»;

### Футбол
- Чемпионат Уругвая по футболу 1906;
- Созданы клубы:
  - «Брихин Сити»;
  - «Видар»;
  - «Висла» (Краков);
  - «Витториоза Старс»;
  - «Гренхен»;
  - «Депортиво Ла-Корунья»;
  - «Заглембе» (Сосновец);
  - «Картахинес»;
  - «Коломна»;
  - «Конкордия» (Загреб);
  - «Краковия»;
  - «Ланс»;
  - «Ларвик Тюрн»;
  - «Локарно»;
  - «Маккаби» (Тель-Авив);
  - «Мирамар Мисьонес»;
  - «Мосс»;
  - «Мсида Сент-Джозеф»;
  - «Пройссен» (Мюнстер);
  - «Ружомберок»;
  - «Саутенд Юнайтед»;
  - «Сегеста»;
  - «Сённерйюск»;
  - «Специя»;
  - «Страсбур»;
  - «Таранто»;
  - «Террасса»;
  - «Трасандино»;
  - «Фола»;
  - «Халльстахаммарс»;
  - «Чакарита Хуниорс»;
  - «Шевардени-1906»;

#### Англия
- Футбольная лига Англии 1905/1906;
- Футбольная лига Англии 1906/1907;
- ФК «Челси» в сезоне 1905/1906;
- ФК «Челси» в сезоне 1906/1907;

### Шахматы
- Нюрнберг 1906;
- Остенде 1906;

### Автоспорт в сезоне 1906
- Гран-при Франции;